# Un nadó extraordinari
Un nadó extraordinari  (títol original: No Ordinary Baby) és un telefilm estatunidenc dirigit per Peter Werner, difós el 8 d'octubre de 2001 a Lifetime. Ha estat doblada al català

## Argument
La dona d'una parella molt jove s'ha fet inseminar en un laboratori especialitzat. S'ha utilitzat l'ADN de la seva filla morta. Però una periodista posada al corrent per una persona del laboratori, divulga la informació i provoca la polèmica al voltant d'aquesta clonació humana.Una reportera (Bridget Fonda) obté la primícia sobre la primera clonació humana, però la maror entorn de l'esdeveniment posa en perill el naixement del bebè i la carrera de la metgessa (Mary Beth Hurt) responsable de crear el clon.

## Repartiment
- Bridget Fonda: Linda Sanclair
- Mary Beth Hurt: la doctora Amanda Gordon
- Valérie Mahaffey: Virginia Hytner
- Philip Bosco: el doctor Ed Walden
- Adam LeFevre: Chris Hytner
- Claudia Ferri: la infermera Donovan
- Bill Haugland: Dan Reilly
- Alan Fawcett: agent Olman
- Norman Berketa: Michael O'Donnell

## Premis
2001: Globus d'or: Nominada Millor actriu minisèrie o pel·lícula per TV (Bridget Fonda)